# Raymond Bègue
Raymond Bègue, né à Paris le 4 août 1904 et mort à Albigny-sur-Saône le 6 juin 1987, est un photographe d'art, ancien élève de l'École Estienne. Il habitait et travaillait à Montmartre au 9 de la rue Cauchois (18e). Son appartement atelier occupait tout le troisième étage de cet immeuble qui jouxtait la propriété du comédien Raymond Souplex.
Raymond Bègue fut un remarquable portraitiste, ce qui lui valut une médaille d'or à l'Exposition Universelle de 1937. Par la suite, il s'illustra dans la photo publicitaire et comme photographe de plateau pour le cinéma. Il participa à de nombreux films dans les années 1940-1950 dont Goupi Mains Rouges (1942) de Jacques Becker, Du rififi chez les hommes (1954) de Jules Dassin et Si Versailles m'était conté (1954) de Sacha Guitry.